# 阿爾多·西蒙奇尼
阿爾多·西蒙奇尼（義大利語：Aldo Junior Simoncini；1986年8月30日—）是一位聖馬力諾足球運動員。在場上的位置是守門員。他現在效力於聖馬力諾足球錦標賽球隊利伯達斯足球會。他也代表聖馬力諾國家足球隊參賽。